# Эпонина
Эпонина Тенардье (фр. Éponine Thénardier) (1815 - 1832) — персонаж романа Виктора Гюго «Отверженные», старшая дочь Тенардье. Безответно влюблена в Мариуса Понмерси. Из этого чувства порывает с преступной средой Тенардье. Погибает в баррикадном бою 5 июня 1832, заслонив собой Мариуса.

## Место образа
Главный отрицательный персонаж «Отверженных» Тенардье по сюжету романа был женат и имел детей. Эпонина — старший ребёнок, сестра Азельмы и Гавроша. Родилась Эпонина осенью 1815 (к тому времени Тенардье, создав средства за счёт мародёрства при Ватерлоо, открыл трактир в Монфермейле). Вычурное имя Эпонина получила от матери под влиянием «глупых романов».

## Характер образа
В раннем детстве Эпонина Тенардье — хорошенькая девочка с каштановыми косичками вокруг головы: «свеженькая, здоровенькая, радующая глаз». Время проводит в играх и развлечениях с младшей сестрой. Хозяйские дочери по-детски помыкают ровесницей — маленькой служанкой Козеттой, которую жестоко эксплуатирует чета Тенардье.
Впоследствии Тенардье разоряются. Семья перебирается в Париж и погружается в беспросветную нищету. Тенардье живёт мелким мошенничеством и попрошайничеством, но и в этом малоудачлив. Эпонина и Азельма превращаются в уличных девочек «дурного пути». Выполняют мошеннические поручения отца, прячутся от полиции.
В шестнадцать лет Эпонина — «худое измождённое жалкое создание, сложение несформировавшейся девушки и взгляд развратной старухи». Она бледна и болезненна на вид, но в тусклых глазах поблескивают дерзость и хитрость.

Это было одно из слабых и вместе с тем страшных существ, которые если не внушают ужас, то вызывают слёзы.

При этом Эпонина — в отличие от бездумно-пассивной Азельмы, покорной негодяю-отцу — натура цельная и самостоятельная. Она способна критически мыслить и даже знает свои политические взгляды: «Мы отчаянные бонапартисты, знай наших!» Гордится грамотностью, но умение писать доказывает запиской «Легавые пришли». Свою среду и образ жизни Эпонина явно презирает, однако принимает как данность. По характеру задорна, общительна, смела — с достоинством держится перед бандитами «Петушиного часа», болтает о жизни с кровавым убийцей Монпарнасом.
По соседству с семьёй Тенардье живёт Мариус Понмерси. Эпонина с первого взгляда влюбляется в него. Но Мариус любит Козетту. К Эпонине он относится с брезгливой жалостью, хотя не возражает против её услуг. Самоотверженно преступая через своё чувство, Эпонина узнаёт для Мариуса адрес Козетты, помогая им соединиться.
С опасностью для жизни Эпонина срывает разбойное нападение «Петушиного часа» на дом Жана Вальжана, где живёт Козетта. Она останавливает шестерых бандитов, угрожая позвать людей. Монпарнас готов убить её на месте, Тенардье согласен на это. Но Эпонина непоколебимо тверда.

Я не сука, потому что я дочь волка. Вас только шестеро, а за меня весь народ. Вы меня ножом, я вас туфлёй, мне всё равно. Я вас не боюсь. Даже и вас, папаша.

Эпонина готова умереть, спасая возлюбленную Мариуса, ради которой отвергнуто её собственное чувство. Девушку спасает только осторожность авторитетного бандита Брюжона — он убеждает сообщников не рисковать и уйти.
Однако Эпонина не может смириться с потерей своей любви. В ней развивается комплекс «Не доставайся ты никому!» С помощью ряда манипуляций — переодевание в мужскую одежду, доставка одного письма, задержка другого — Эпонина организует попадание Мариуса на баррикаду «Друзей азбуки» 5—6 июня 1832. Сама она приходит туда же, чтобы погибнуть с ним вместе. Но, видя направленное на Мариуса ружьё национального гвардейца, заслоняет его собой, получая смертельную рану.
Умирая, Эпонина во всём открывается Мариусу и берёт обещание поцеловать в лоб после смерти. Мариус это обещание выполняет. Эпонина уверена, что вскоре возлюбленный погибнет вслед за ней.

О, как я счастлива! Все скоро умрут. Думаю, я была немного влюблена в вас.

## Смысл образа
Эпонина Тенардье — значительный персонаж романа. Не только потому, что в неполные семнадцать лет погибает на революционной баррикаде (это продиктовано не убеждениями, а цепью личных обстоятельств). Уже одно то, что Эпонина спасает жизнь Мариусу (как впоследствии Жан Вальжан) делает её важной фигурой сюжета.
Образ Эпонины играет видную роль в концепции произведения. Социально он ещё раз иллюстрирует «проблемы века — падение женщины вследствие голода, увядание ребёнка вследствие мрака невежества». Художественно и этически показана сильная натура, способная на подвиг самоотречения ради любви, но и на гибельную месть судьбе, лишающей любви.